# Gypsy Vanner
Gypsy Vanner, também chamado de Gypsy Horse, Coulored Cob, e Cavalo Cigano no Brasil, é uma raça de cavalos recente que passou a ser registrada e reconhecida oficialmente a partir de 1996.

## Características
Esta raça foi desenvolvida pelos ciganos nativos do Reino Unido.  Possui patas peludas e por este motivo é bastante confundido com o Cavalo bretão. A cor mais comum é o malhado de preto e branco. Possui músculos poderosos e a conformação correta para cavalos de tração. É calmo, amável e muito inteligente.

## Oficialização da raça
O projeto para oficializá-la ainda está em desenvolvimento, por isso a raça ainda é pouco conhecida.